# Liiva-Putla
Liiva-Putla este o arie protejată (arie specială de conservare — SAC, sit de importanță comunitară — SCI) din Estonia întinsă pe o suprafață de 101,9 ha, integral pe uscat.

## Localizare
Centrul sitului Liiva-Putla este situat la coordonatele 58°24′08″N 22°39′14″E / 58.4021°N 22.654°E.

## Înființare
Situl Liiva-Putla a fost declarat sit de importanță comunitară în aprilie 2004 pentru a proteja un număr necunoscut de specii din flora spontană și fauna sălbatică aflate în arealul zonei. Situl a fost protejat și ca arie specială de conservare în mai 2007.

## Biodiversitate
Situată în ecoregiunea boreală, aria protejată conține 3 habitate naturale: Mlaștini calcaroase cu Cladium mariscus și specii de Caricion davallianae, Taiga vestică, Pășuni din zone de pădure fino-scandinave.
La baza desemnării sitului se află un număr nedeclarat de specii protejate.